# Teratopora dinawa
Teratopora dinawa là một loài bướm đêm thuộc phân họ Arctiinae, họ Erebidae.